# The Kindergarten Teacher
Pour plus de détails, voir Fiche technique et Distribution.
The Kindergarten Teacher est un film américain réalisé par Sara Colangelo, sorti en 2018. Il s'agit du remake du film israélien L'Institutrice.

## Synopsis
Une institutrice devient obsédée par l'un de ses élèves dans lequel elle voit un prodige intellectuel.

## Fiche technique
- Titre : The Kindergarten Teacher
- Réalisation : Sara Colangelo
- Scénario : Sara Colangelo
- Musique : Asher Goldschmidt
- Photographie : Pepe Avila del Pino
- Montage : Lee Percy et Marc Vives
- Production : Maggie Gyllenhaal, Osnat Handelsman-Keren, Talia Kleinhendler, Celine Rattray et Trudie Styler
- Société de production : Pie Films, Farcaster Films, Imagination Park Entertainment, Liner Films, Manhattan Productions, Maven Pictures, PaperChase Films, Piapressure et Studio Mao
- Société de distribution : Netflix (États-Unis)
- Pays :  États-Unis,  Israël,  Royaume-Uni et  Canada
- Genre : Drame et thriller
- Durée : 96 minutes
- Dates de sortie : 
  -  États-Unis : 12 octobre 2018

## Distribution
- Maggie Gyllenhaal : Lisa Spinelli
- Gael García Bernal : Simon
- Ato Blankson-Wood : Justin
- Libya Pugh : Marianne
- Michael Chernus : Grant Spinelli
- Carter Kojima : Derek Bishop
- Jillian Panlilio : Jillian
- Parker Sevak : Jimmy Roy
- Anna Baryshnikov : Meghan
- Noah Rhodes : Steven
- Rosa Salazar : Becca
- Daisy Tahan : Lainie
- Haley Murphy : Brittany
- Sam Jules : Josh Spinelli
- Carson Grant : Michael
- Samrat Chakrabarti : Sanjay Roy
- Ajay Naidu : Nikhil Roy
- Stefaniya Makarova : Magda
- Clark Carmichael : M. Bishop
- Shyaporn Theerakulstit : Robert
- Cassandra Paras : Lana

## Accueil
Le film a reçu un accueil favorable de la critique. Il obtient un score moyen de 75 % sur Metacritic.